# Vita da camper
Vita da camper (RV) è un film del 2006 diretto da Barry Sonnenfeld e prodotto dalla casa produttrice Columbia Pictures.

## Trama
Bob Munro, dirigente di una società di bevande californiana di successo, è alle prese con la sua famiglia disfunzionale: sua moglie materialista Jamie, sua figlia adolescente dalla lingua tagliente Cassie e suo figlio Carl di dodici anni, che è un sollevatore di pesi e ama l'hip hop. In attesa di una grande vacanza in famiglia alle Hawaii sono costretti ad annullare il viaggio quando Todd, il capo di Bob, lo informa che dovrà partecipare a un incontro con la società Alpine Soda a Boulder, in Colorado, altrimenti verrà licenziato. Nascondendo alla famiglia la vera ragione per andare lì, Bob noleggia un lussuoso camper con la scusa di avere cambiato destinazione e di andare alle Montagne Rocciose. Durante il loro viaggio i Munro incontrano molti contrattempi. Essi includono il danneggiamento al freno di stazionamento, la presenza di un trio di procioni nel camper e il sistema fognario intasato. Lungo la strada incontrano un'altra famiglia itinerante, i Gornicke, composta da Travis, Mary Jo e dai loro figli Earl, Billy e Moon. Earl sviluppa un interesse romantico per Cassie e Carl inizia ad apprezzare Moon, ma Bob e Jamie, pensando che i Gornicke siano troppo strani per loro, decidono di abbandonarli; quando i Gornicke riappaiono a un'altra fermata i Munro credono che li stiano perseguitando.
Nel frattempo Bob cerca di inviare per e-mail la proposta di lavoro dal suo portatile lavorando in bagno, ma un autostoppista glielo ruba, lasciandolo con solo un cellulare, che riesce a usare per comporre e inviare in modalità wireless l'e-mail alla sua azienda. I Gornicke recuperano quindi il suo computer rubato dopo avere raccolto lo stesso autostoppista e cercano di restituirglielo.
Alla fine i Munro iniziano a godersi le vacanze. Per partecipare alla riunione di fusione dell'azienda Bob distrae la sua famiglia fingendo una malattia e gli fa fare un'escursione. L'incontro con Alpine Soda è un successo, ma Bob è invitato a parlare nuovamente con l'intera azienda il giorno successivo. Tornando di corsa dalla sua famiglia nel camper prende un insidioso sentiero a quattro ruote motrici e si blocca l'enorme veicolo in cima a un masso sporgente nel mezzo di esso. Alla fine riesce a spostarlo da lì salendo sulla parte anteriore e dondolandolo fino a quando alla fine traballa e punta in avanti abbastanza da scivolare giù dal masso.
Riesce a malapena a tornare in tempo dalla sua famiglia, riuscendo a ingannarli, ma mentre tenta un simile stratagemma il giorno successivo il freno di stazionamento fallisce di nuovo e il camper rotola in un lago. Rivela le vere intenzioni della vacanza e la sua famiglia è sconvolta all'idea di essere stata usata in quel modo. Ancora con il bisogno di arrivare all'incontro recupera una delle biciclette della sua famiglia dal lago dove cadde il camper e comincia a pedalare. Jamie, Cassie e Carl vengono poi prelevati dai Gornicke e presto si rendono conto di quanto bene vadano d'accordo, quando Bob appare di nuovo, salendo in cima al camper dei Gornicke in movimento.
Bob si scusa con la sua famiglia e loro, a loro volta, si scusano con lui per il loro egoismo e rivelano che lo amano più dello stile di vita che il lavoro offre a loro. Bob sta per saltare la riunione quando si scopre che è proprio fuori dal quartier generale.
Al secondo incontro Bob inizia il suo discorso, ma poi raccomanda loro di non fondersi con l'azienda di Todd, rendendosi conto che l'egoismo del suo capo avrebbe distrutto una grande compagnia indipendente. Bob viene quindi licenziato, poi recupera dal lago il camper fradicio ma ancora usabile e viene fermato dalla polizia. Alla fine gli viene offerto un lavoro dai proprietari di Alpine Soda, che vogliono diventare nazionali in modo indipendente. Inoltre, allo stesso tempo, il freno di stazionamento si disinserisce ancora una volta, facendo rotolare all'indietro il veicolo appiattendo sia la macchina della polizia che quella dei proprietari di Alpine Soda.

## Distribuzione e incassi
Il film fu distribuito nelle sale in Nord America il 28 aprile 2006 dalla Columbia Pictures. Vita da camper incassò 71,7 milioni di dollari negli Stati Uniti e 15,8 milioni nel mondo per un guadagno totale di 87,5 milioni, a fronte di un budget di 50 milioni di dollari. 
In Italia il film è uscito il 1º giugno 2006, incassando complessivamente 268.000 euro.

## Riconoscimenti
Il film ha ricevuto durante l'edizione dei Razzie Awards 2006 due nomination come Peggior pretesto per un film per famiglie e Peggior attrice non protagonista per Kristin Chenoweth, vincendo quella per il Peggior pretesto per un film per famiglie.